# Regnier de Graaf
Regnier de Graaf (ur. 30 lipca 1641 w Schoonhoven, zm. 17 sierpnia 1673 w Delfcie) – holenderski lekarz, anatom i fizjolog.

## Życiorys
Prowadził badania anatomiczne, m.in.: wydzielanie soku trzustkowego i budowy narządów rozrodczych ssaków. W roku 1672 odkrył w jajnikach kobiet i samic wielu ssaków kuliste twory (obecnie zwane pęcherzykami Graafa lub pęcherzykami jajnikowymi), które błędnie określił jako komórki jajowe.
W 1672 roku, pierwszy w historii zwrócił uwagę na możliwość istnienia stref erogennych w pochwie jako organie uczestniczącym bezpośrednio w akcie kopulacji.
W dziele z 1668 roku Tractus de virorum organis generationi inservientibus, de clysteribus et de usu siphonis in anatomia przedstawił szczegółowy opis anatomiczny i rysunek gruczołu krokowego, pęcherzyków nasiennych oraz dróg nasiennych.
Autor dzieł: De Succi Pancreatici Natura et Usu Exercitatio anatomica Medica 1664, De mulierum organis in generationi inservientibus tractatus novus 1672.
Zdążył jeszcze, na kilka miesięcy przed śmiercią napisać list do sekretarza Królewskiego Towarzystwa w Londynie, Henry’ego Oldenburga. Powiadamiał w nim, że jego rodak Antonie van Leeuwenhoek skonstruował mikroskop, umożliwiający oglądanie niezwykle małych obiektów. Ze względu na autorytet de Graafa, Oldenburg zaproponował Leeuvehoekowi nadesłanie opisu przeprowadzonych obserwacji do ewentualnej publikacji w biuletynie towarzystwa Philosophical Transactions.
Zmarł w wieku zaledwie 32 lat.